# Кааламо (станция)
Ка́аламо (фин. Kaalamo) — промежуточная станция на 286,6 км перегона Хелюля — Маткаселькя линии Сортавала — Суоярви I.

## Общие сведения
Станция территориально расположена в посёлке Кааламо Сортавальского района Карелии. Станция находится на линии с полуавтоблокировкой, которую обеспечивает пост ЭЦ, расположенный в отдельном от пассажирского здания. На посту несёт службу дежурный по станции. Зал ожидания закрыт, билетная касса не работает. Билеты приобретаются в штабном вагоне у начальника поезда. На станции останавливаются все проходящие пассажирские поезда.
На станции установлен новый пассажирский павильон, а также информационные таблички с названием станции.
Станция имеет четыре подъездные пути, как с чётной, так и с нечётной горловин. Все подъездные пути обслуживают гранитные карьеры.
| Круглогодичное обращение поездов   |
| ---------------------------------- |
| Костомукша - Санкт-Петербург №350В |
| Санкт-Петербург-Костомукша №350А   |

| Пригородное обращение поездов        |
| ------------------------------------ |
| Сортавала - Лодейное Поле №6027/6025 |
| Лодейное Поле - Сортавала №6026/6028 |
| Сортавала - Лодейное Поле №6023/6021 |
| Лодейное Поле - Сортавала №6022/6024 |

## Старая станция Кааламо

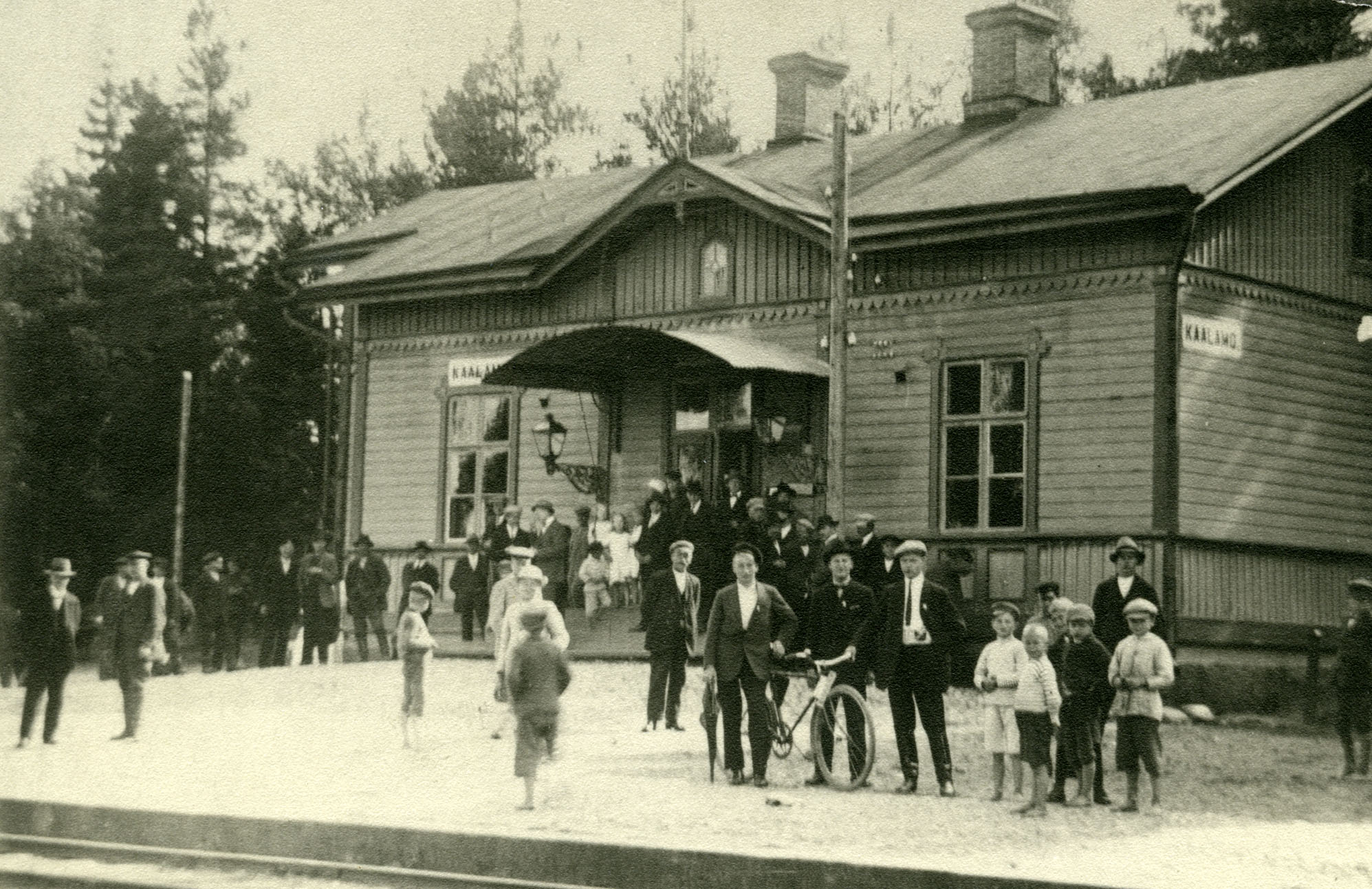
Вокзал и платформа старой станции в 1930 году

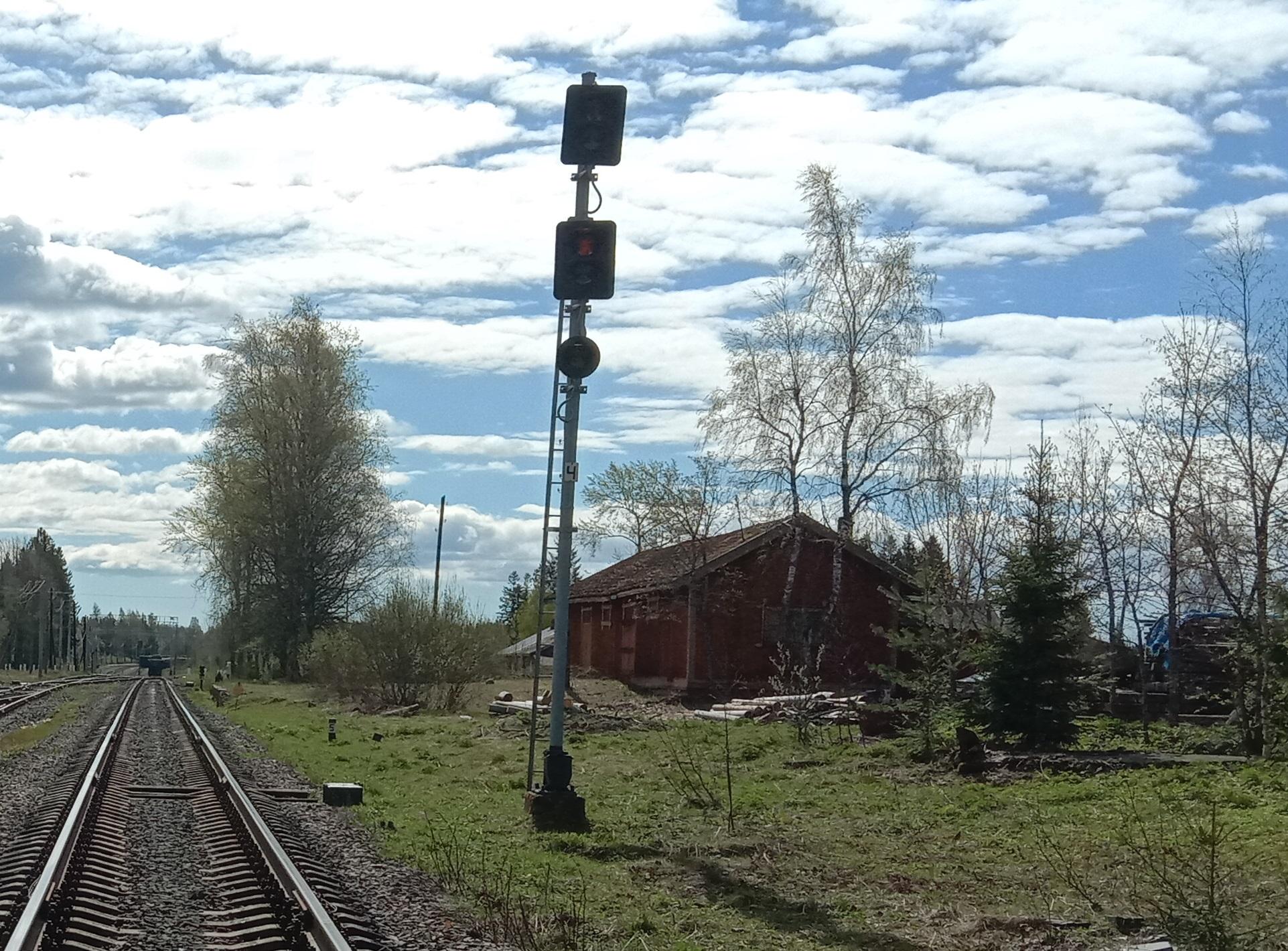
Чётный входной светофор отстоит от оси старой станции на 40 м.

Изначально станция Kaalamo была построена 1 ноября 1894 года, находилась она в 0,8 км севернее современной (в сторону ст. Маткаселькя, на современном 287,4 км) 61°54′07″ с. ш. 30°29′24″ в. д.. Станция имела 4 пути, одну багажную и одну грузовую платформу напротив пассажирского здания.
Станция сильно пострадала во время Войны-Продолжения: 18 июля 1941 года станция была захвачена разрушена финскими войсками.
В настоящее время (2019 год) сохранился финский пакгауз, а также багажная платформа. Можно обнаружить также фрагменты фундамента старого пассажирского здания.
Новая станция Кааламо была открыта в 1985 году . Ось старой станции формально осталась в черте новой: чётный входной светофор установлен в 40 м от оси старой станции.

## Путевой пост Кааламо

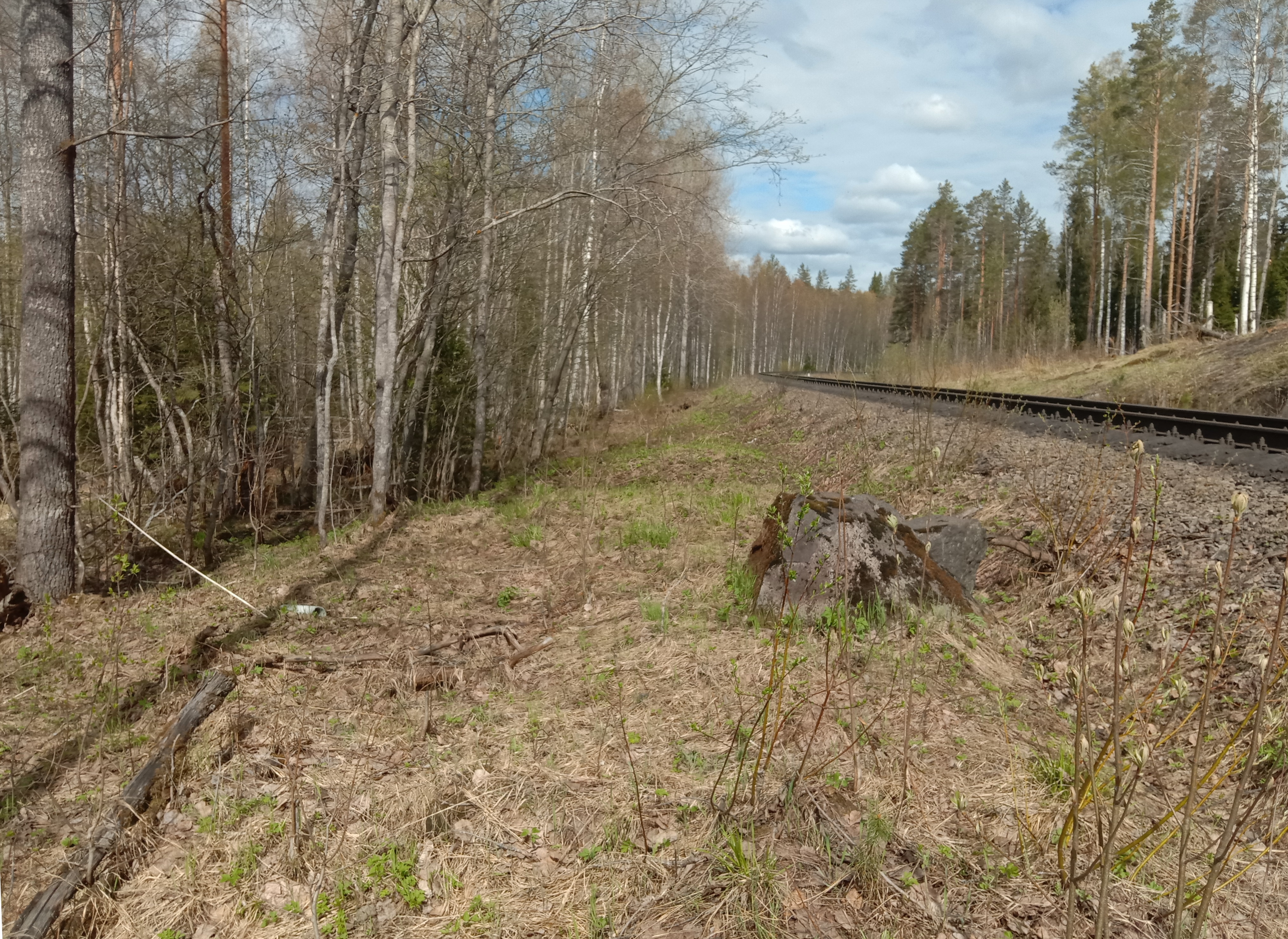
Место примыкания подъездного пути на карьер. Вид в сторону Кааламо.

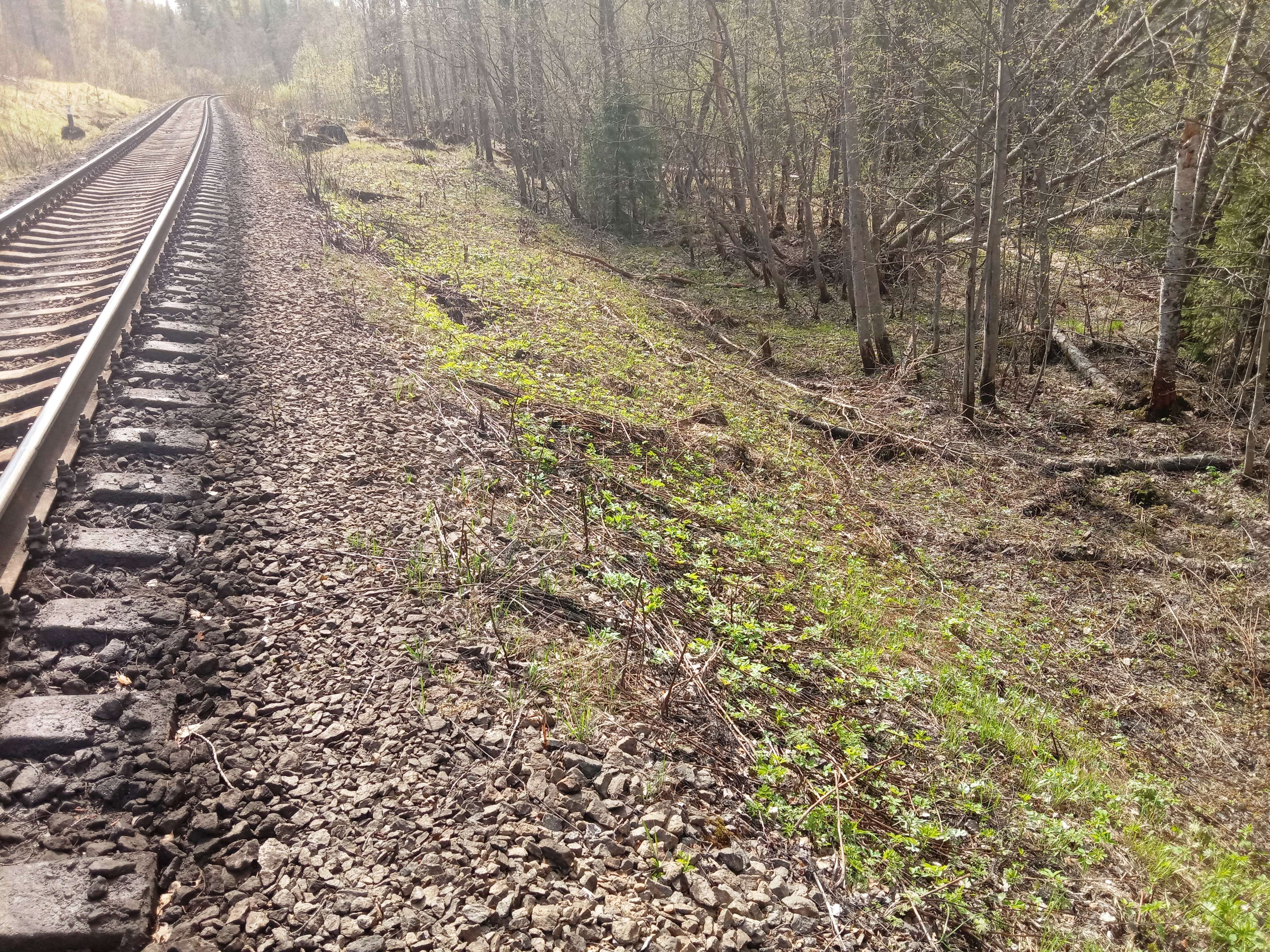
Место примыкания подъездного пути на карьер. Вид в сторону Хелюля.

В 4050 метрах южнее оси старой станции Кааламо (в сторону станции Рюттю, на современном 283,35 км)61°52′25″ с. ш. 30°31′54″ в. д. располагался так называемый Путевой пост Кааламо (фин. Kaalamon kivilouhimo). Это был пост примыкания подъездных путей к Государственному каменному карьеру (Valtion kivilouhos). Административно пост подчинялся станции Кааламо. Он обеспечивал работу каменного карьера.

## Галерея

### Станция Кааламо

Станция Кааламо
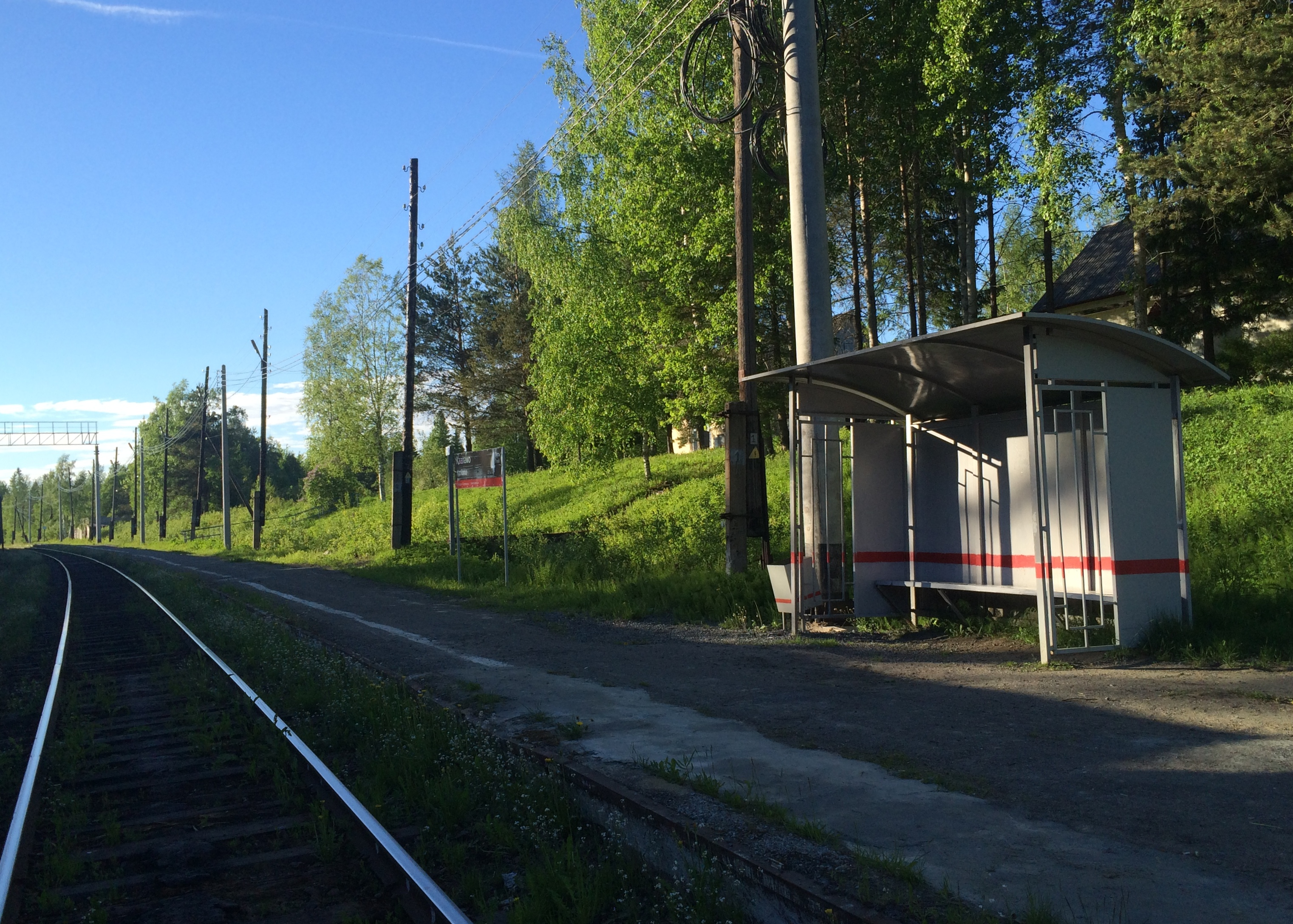
Вид в сторону Маткаселькя.
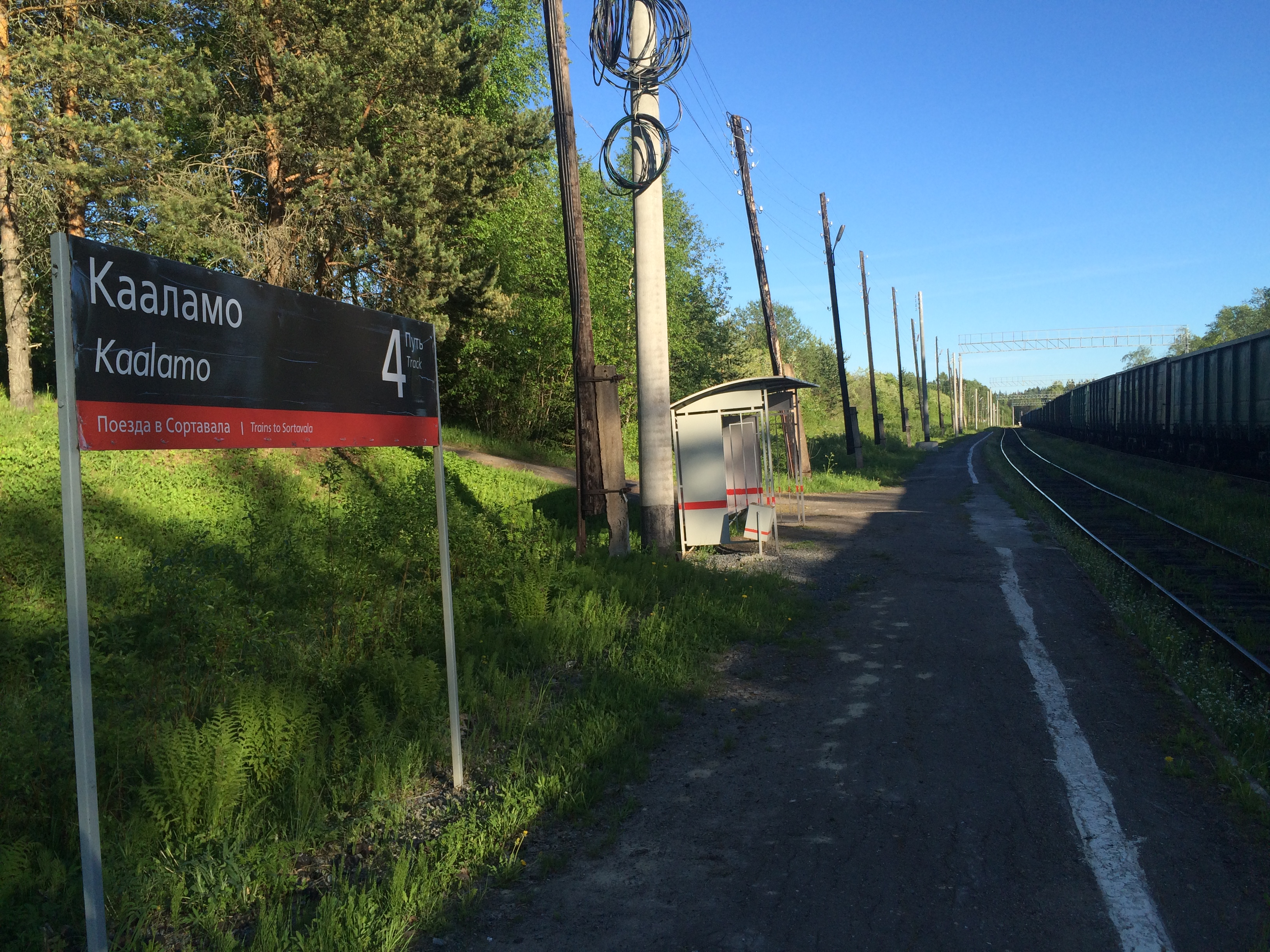
Вид в сторону Хелюля.
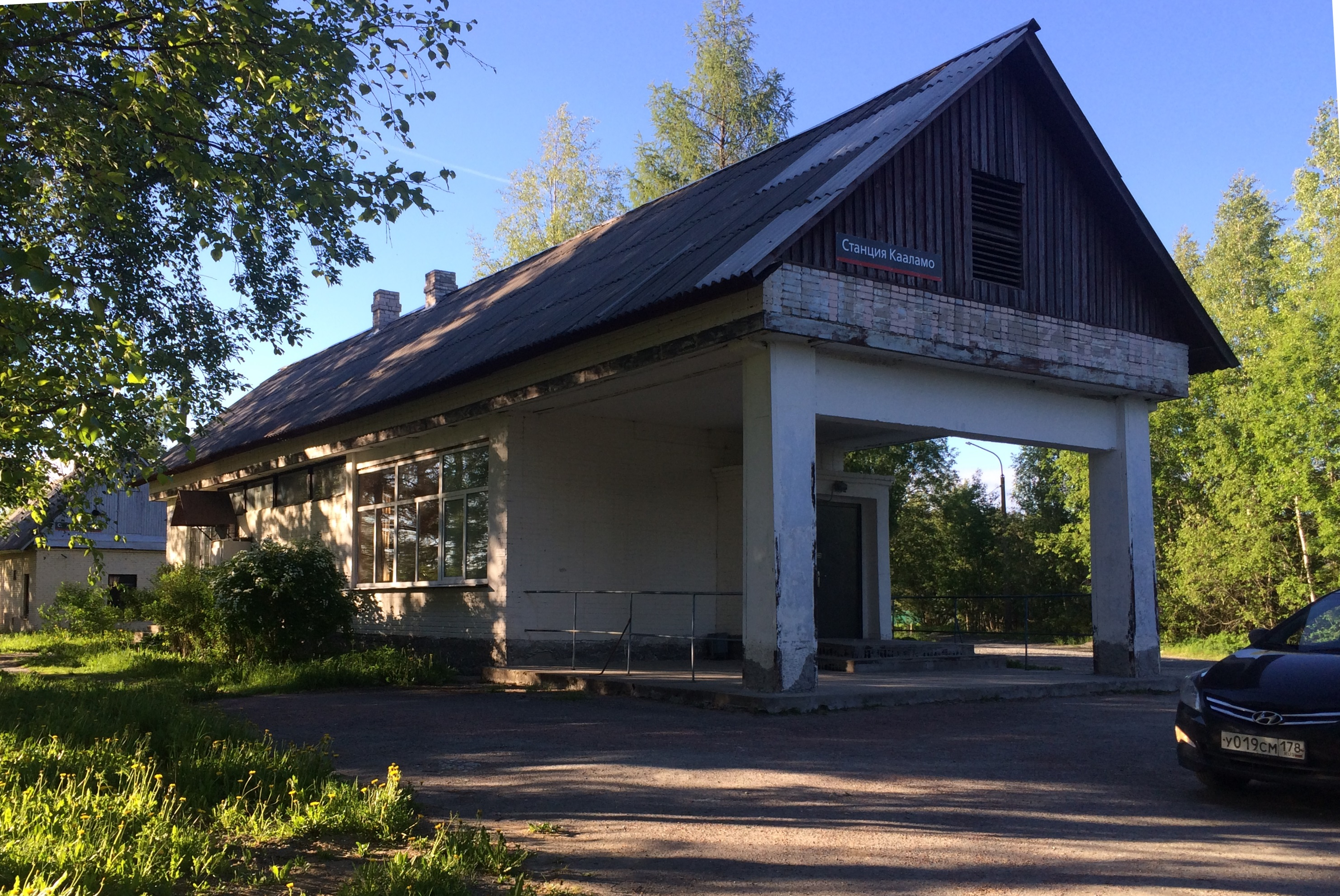
Пассажирское здание.

### Старая станция Кааламо

Старая станция Кааламо
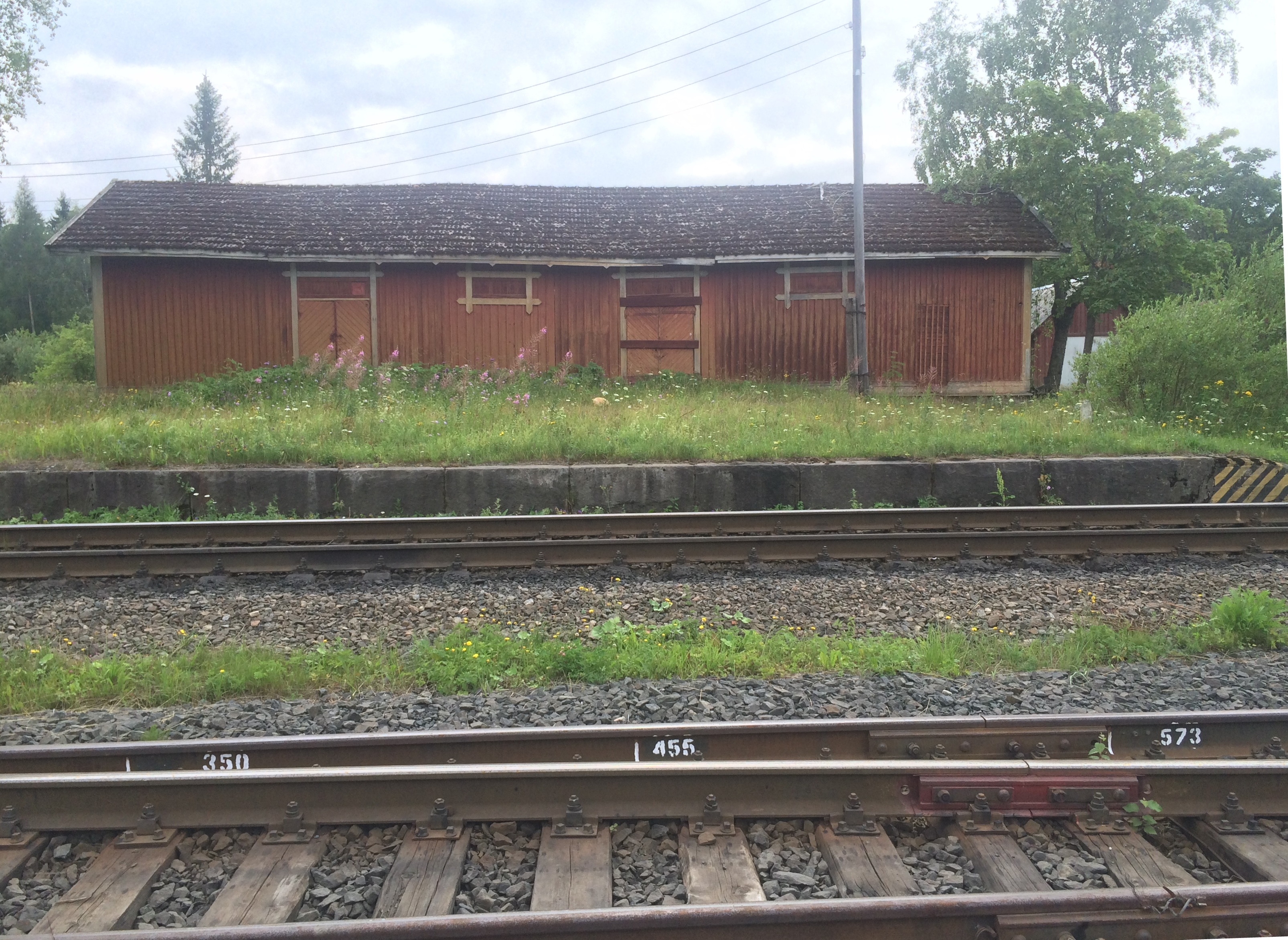
Финский пакгауз и багажная платформа.
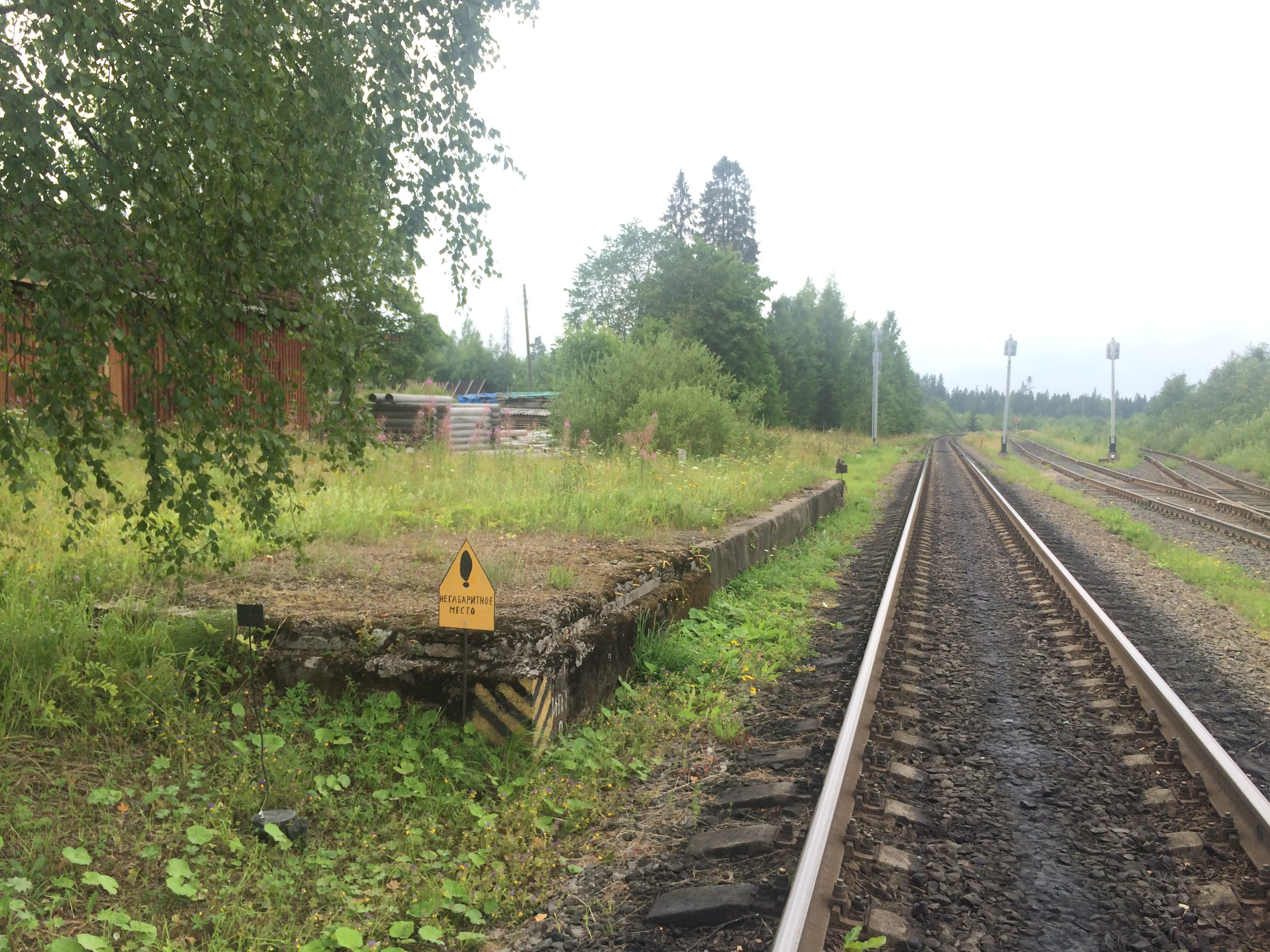
Багажная платформа. Вид в сторону Маткаселькя.
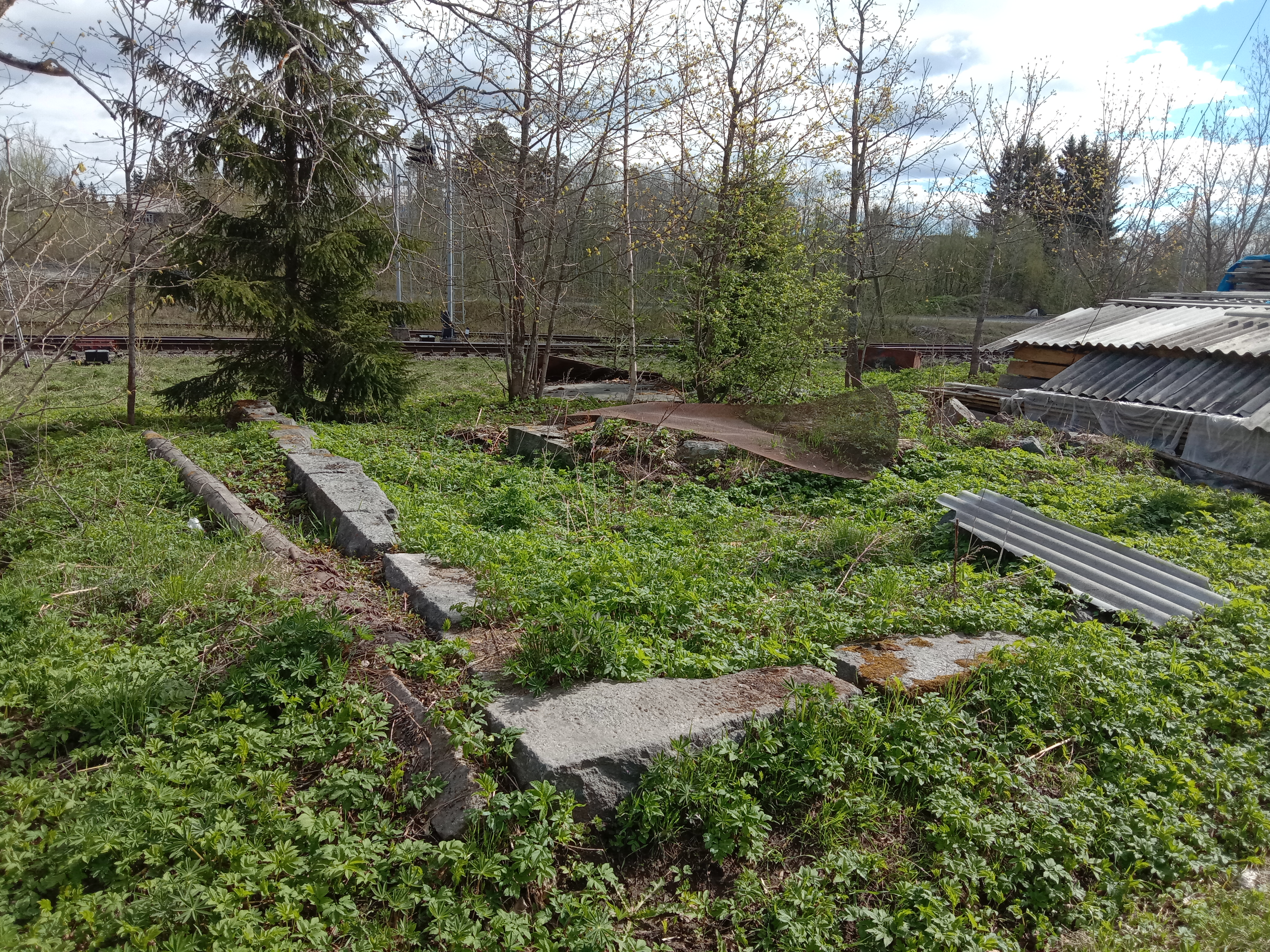
Остатки фундамента финского вокзала.
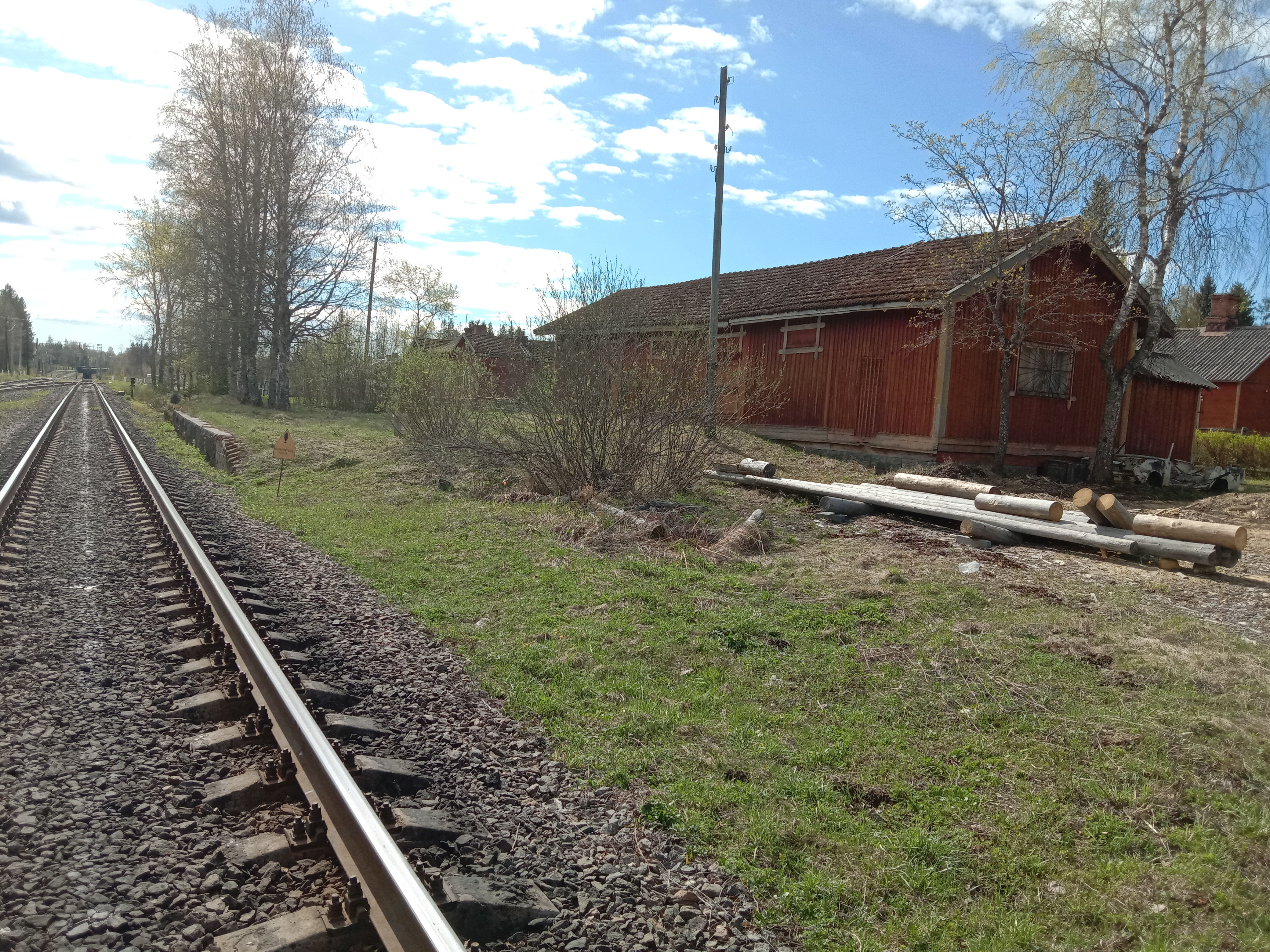
Вид в сторону Сортавала.